# (163243) 2002 FB3
2002 أف بي 3 (ويعرف أيضًا باسم (163243) 2002 أف بي 3 وفق تسمية الكوكب الصغير) (بالإنجليزية: 2002 FB3)‏ هو كويكب ضمن حزام الكويكبات؛ وترتيبه 163243 من حيث الاكتشاف.
اكتُشف هذا الجُرم الفلكي بواسطة بحث لنكولن عن الكويكبات القريبة من الأرض في 18 مارس 2002.

## وصلات خارجية
- (163243) 2002 FB3 في قاعدة بيانات مختبر الدفع النفاث لأجرام النظام الشمسي الصغيرة

- الاكتشاف · مخطط المدار ·  العناصر المدارية · المعلمات المادية

- (163243) 2002 FB3 على موقع ويكي سكاي: DSS2, SDSS, GALEX, IRAS, Hydrogen α, X-Ray, Astrophoto, Sky Map, Articles and images